# NORCECA Final Six femminile 2022
La NORCECA Final Six femminile 2022 si è svolta dal 4 al 10 settembre 2022 a Santo Domingo, in Repubblica Dominicana: al torneo hanno partecipato sei squadre nazionali nordamericane e la vittoria finale è andata per la seconda volta consecutiva alla Rep. Dominicana.

## Impianti
|                                                                             |  |  |
|                                                                             |  |  |
| Palacio del Voleibol Città: Santo Domingo Capienza: - Anno d'apertura: 2003 |  |  |

## Regolamento

### Formula
La formula ha previsto un girone all'italiana, al termine del quale:
- Le prime quattro classificate hanno acceduto alle semifinali, incrociandosi col metodo della serpentina.
- Le ultime due classificate hanno acceduto alla finale per il quinto posto.

### Criteri di classifica
Se il risultato finale è stato di 3-0 sono stati assegnati 5 punti alla squadra vincente e 0 a quella sconfitta, se il risultato finale è stato di 3-1 sono stati assegnati 4 punti alla squadra vincente e 1 a quella sconfitta, se il risultato finale è stato di 3-2 sono stati assegnati 3 punti alla squadra vincente e 2 a quella sconfitta.
L'ordine del posizionamento in classifica è stato definito in base a:
- Numero di partite vinte;
- Punti;
- Ratio dei set vinti/persi;
- Ratio dei punti realizzati/subiti;
- Risultati degli scontri diretti.

## Squadre partecipanti
| Squadra         | Qualificazione      | Ultima partecipazione      |
| --------------- | ------------------- | -------------------------- |
| Canada          | -                   | Repubblica Dominicana 2021 |
| Cuba            | -                   | Repubblica Dominicana 2021 |
| Messico         | -                   | Repubblica Dominicana 2021 |
| Porto Rico      | -                   | Repubblica Dominicana 2021 |
| Rep. Dominicana | Paese organizzatore | Repubblica Dominicana 2021 |
| Stati Uniti     | -                   | Repubblica Dominicana 2021 |

## Torneo

### Risultati
| 4 settembre 2022 Palacio del Voleibol, Santo Domingo Durata: 1h:22 - Spettatori: 600   | Porto Rico      | 3 - 0 | Canada          | 25-18, 25-15, 25-18               |
| 4 settembre 2022 Palacio del Voleibol, Santo Domingo Durata: 1h:24 - Spettatori: 1 400 | Stati Uniti     | 3 - 0 | Messico         | 25-19, 25-21, 25-18               |
| 4 settembre 2022 Palacio del Voleibol, Santo Domingo Durata: 1h:11 - Spettatori: 2 500 | Rep. Dominicana | 3 - 0 | Cuba            | 25-19, 25-17, 25-18               |
| 5 settembre 2022 Palacio del Voleibol, Santo Domingo Durata: 1h:21 - Spettatori: 300   | Cuba            | 3 - 0 | Canada          | 25-15, 25-18, 25-21               |
| 5 settembre 2022 Palacio del Voleibol, Santo Domingo Durata: 2h:08 - Spettatori: 200   | Porto Rico      | 3 - 1 | Stati Uniti     | 25-22, 28-26, 21-25, 25-20        |
| 5 settembre 2022 Palacio del Voleibol, Santo Domingo Durata: 1h:10 - Spettatori: 2 500 | Messico         | 3 - 0 | Rep. Dominicana | 20-25, 16-25, 12-25               |
| 6 settembre 2022 Palacio del Voleibol, Santo Domingo Durata: 1h:58 - Spettatori: 300   | Messico         | 3 - 2 | Cuba            | 19-25, 25-23, 25-20, 17-25, 15-11 |
| 6 settembre 2022 Palacio del Voleibol, Santo Domingo Durata: 1h:24 - Spettatori: 600   | Stati Uniti     | 3 - 0 | Canada          | 25-19, 25-22, 25-22               |
| 6 settembre 2022 Palacio del Voleibol, Santo Domingo Durata: 1h:22 - Spettatori: 3 000 | Rep. Dominicana | 3 - 0 | Porto Rico      | 25-11, 25-22, 25-17               |
| 7 settembre 2022 Palacio del Voleibol, Santo Domingo Durata: 1h:15 - Spettatori: 300   | Messico         | 0 - 3 | Porto Rico      | 20-25, 20-25, 8-25                |
| 7 settembre 2022 Palacio del Voleibol, Santo Domingo Durata: 1h:17 - Spettatori: 400   | Stati Uniti     | 3 - 0 | Cuba            | 25-18, 27-25, 25-17               |
| 7 settembre 2022 Palacio del Voleibol, Santo Domingo Durata: 1h:16 - Spettatori: 2 000 | Rep. Dominicana | 3 - 0 | Canada          | 25-17, 25-13, 25-15               |
| 8 settembre 2022 Palacio del Voleibol, Santo Domingo Durata: 2h:22 - Spettatori: 300   | Porto Rico      | 3 - 0 | Cuba            | 23-25, 27-25, 22-25, 25-22, 13-15 |
| 8 settembre 2022 Palacio del Voleibol, Santo Domingo Durata: 2h:01 - Spettatori: 3 000 | Canada          | 3 - 0 | Messico         | 25-22, 25-22, 21-25, 27-25        |
| 8 settembre 2022 Palacio del Voleibol, Santo Domingo Durata: 1h:26 - Spettatori: 4 000 | Rep. Dominicana | 3 - 0 | Stati Uniti     | 25-19, 25-17, 25-19               |

### Classifica
| Pos. | Squadra         | Pt | G | V | P | SV | SP | Ratio | PF  | PS  | Ratio |
| ---- | --------------- | -- | - | - | - | -- | -- | ----- | --- | --- | ----- |
| 1.   | Rep. Dominicana | 25 | 5 | 5 | 0 | 15 | 0  | MAX   | 375 | 252 | 1,488 |
| 2.   | Stati Uniti     | 16 | 5 | 3 | 2 | 11 | 7  | 1,571 | 409 | 379 | 1,079 |
| 3.   | Porto Rico      | 16 | 5 | 3 | 2 | 10 | 6  | 1,666 | 375 | 355 | 1,056 |
| 4.   | Cuba            | 10 | 5 | 2 | 3 | 8  | 11 | 0,727 | 405 | 417 | 0,971 |
| 5.   | Messico         | 4  | 5 | 1 | 4 | 4  | 14 | 0,285 | 349 | 427 | 0,817 |
| 6.   | Canada          | 4  | 5 | 1 | 4 | 3  | 13 | 0,230 | 311 | 394 | 0,789 |

      Qualificata alle semifinali per il primo posto.
      Qualificata alla finale per il quinto posto.

### Fase finale

#### Finale 1º e 3º posto
|  | Semifinali | Semifinali      | Semifinali |                 |   | Finale          | Finale      | Finale |
|  |            |                 |            |                 |   |                 |             |        |
|  | 1          | Rep. Dominicana | 3          |                 |   |                 |             |        |
|  | 1          | Rep. Dominicana | 3          |                 |   |                 |             |        |
|  | 4          | Cuba            | 0          |                 |   |                 |             |        |
|  | 4          | Cuba            | 0          |                 | 1 | Rep. Dominicana | 3           |        |
|  |            |                 |            |                 | 1 | Rep. Dominicana | 3           |        |
|  |            |                 |            |                 |   | 2               | Stati Uniti | 0      |
|  | 2          | Stati Uniti     | 3          |                 |   | 2               | Stati Uniti | 0      |
|  | 2          | Stati Uniti     | 3          |                 |   |                 |             |        |
|  | 3          | Porto Rico      | 1          |                 |   |                 |             |        |
|  | 3          | Porto Rico      | 1          | Finale 3° posto |   |                 |             |        |
|  |            |                 |            |                 |   |                 |             |        |
|  |            |                 |            |                 |   | 3               | Porto Rico  | 3      |
|  |            |                 |            |                 |   | 3               | Porto Rico  | 3      |
|  |            |                 |            |                 |   | 4               | Cuba        | 0      |

##### Semifinali
| 9 settembre 2022 Palacio del Voleibol, Santo Domingo Durata: 2h:29 - Spettatori: 2 000 | Porto Rico      | 1 - 3 | Stati Uniti | 28-30, 28-26, 22-25, 24-26 |
| 9 settembre 2022 Palacio del Voleibol, Santo Domingo Durata: 1h:13 - Spettatori: 3 000 | Rep. Dominicana | 3 - 0 | Cuba        | 25-20, 25-13, 25-16        |

#### Finale 5º posto
| 9 settembre 2022 Palacio del Voleibol, Santo Domingo Durata: 2:27 - Spettatori: 200 | Messico | 2 - 3 | Canada | 25-23, 23-25, 19-25, 25-15, 14-16 |

##### Finale 3º posto
| 10 settembre 2022 Palacio del Voleibol, Santo Domingo Durata: 1h:25 - Spettatori: 4 000 | Porto Rico | 3 - 0 | Cuba | 25-16, 25-18, 25-18 |

##### Finale
| 10 settembre 2022 Palacio del Voleibol, Santo Domingo Durata: 1h:33 - Spettatori: 5 000 | Stati Uniti | 0 - 3 | Rep. Dominicana | 21-25, 13-25, 24-26 |

## Classifica finale
| Pos     | Squadra         | Rosa |
| ------- | --------------- | --- |
| Oro     | Rep. Dominicana | Formazione: 2 Rodríguez, 5 Castillo, 6 Domínguez, 7 Marte, 8 Arias, 9 Hinojosa, 15 Guillén, 16 Peña, 18 de la Cruz, 20 B. Martínez, 21 J. Martínez, 23 Ga. González, 24 Ge. González, 25 L. Martínez, CT: Kwiek |
| Argento | Stati Uniti     | Formazione: 4 Reilly, 10 Butler, 17 Barton, 21 Jones, 22 White, 27 Skinner, 29 Stumler, 32 Lishman, 33 Reed, 34 Samedy, 35 Dilfer, 36 Gates, 37 Bastianelli, 38 Stone, CT: Chatman                              |
| Bronzo  | Porto Rico      | Formazione: 2 Venegas, 4 Santos, 7 Enright, 8 Rojas, 9 Nogueras, 10 Reyes, 11 Abercrombie, 12 Ortiz, 14 Valentín, 15 Collazo, 21 Victoriá, 22 Ocasio, 23 Vélez, CT: Morales                                     |
| 4.      | Cuba            | Formazione: 2 Madán, 4 Suárez, 5 Martínez, 6 de la Peña, 10 Miranda, 11 G. Moreno, 12 Cesé, 14 Tarín, 15 Aguilera, 18 Matienzo, 20 Finé, 23 Tamayo, 24 T. Moreno, 25 Vila, CT: Fernández                        |
| 5.      | Canada          | Formazione: 2 Langegger, 6 Calnan, 7 Van Buskirk, 11 Thokbuom, 12 Allard, 14 Attieh, 15 Solecki, 17 Jost, 19 Duchesneau, 21 Heppell, 22 Snape, 23 Madill, 24 Calkins, 25 Grills, CT: O'Dwyer                    |
| 6.      | Messico         | Formazione: 2 Bricio, 4 Rodríguez, 11 Urías, 12 Landeros, 15 Rivera, 16 Muñoz, 19 Villegas, 20 Topete, 21 Nuñez, 22 González, 23 Elicerio, 24 Ríos, 25 Flores, CT: Petry                                        |

## Premi individuali[2]
| Premio                 | Nome              | Squadra         |
| ---------------------- | ----------------- | --------------- |
| MVP                    | Gaila González    | Rep. Dominicana |
| Miglior realizzatrice  | Brayelin Martínez | Rep. Dominicana |
| Miglior servizio       | Gaila González    | Rep. Dominicana |
| Miglior difesa         | Shara Venegas     | Porto Rico      |
| Miglior ricevitrice    | Yonkaira Peña     | Rep. Dominicana |
| Miglior palleggiatrice | Niverka Marte     | Rep. Dominicana |
| Miglior opposto        | Gaila González    | Rep. Dominicana |
| Miglior schiacciatrice | Brayelin Martínez | Rep. Dominicana |
| Miglior schiacciatrice | Yonkaira Peña     | Rep. Dominicana |
| Miglior centrale       | Neira Ortiz       | Porto Rico      |
| Miglior centrale       | Cándida Arias     | Rep. Dominicana |
| Miglior libero         | Shara Venegas     | Porto Rico      |